# Kazuma Kaya
Kazuma Kaya (em japonês:  萱 和磨, Kaya Kazuma; Funabashi, 19 de novembro de 1996) é um ginasta artístico japonês, medalhista olímpico.

## Carreira
Kaya participou dos Jogos Olímpicos de Verão de 2020 em Tóquio, onde participou da prova por equipes, conquistando a medalha de prata após finalizar a série com 262.397 pontos ao lado de Daiki Hashimoto, Takeru Kitazono e Wataru Tanigawa. Além disso, conseguiu a medalha de bronze no cavalo com alças com a pontuação de 14.900.